# Melon Music
Melon Music — объединение тюменских рэперов, созданное в 2017 году после смерти Lil Melon.

## История

### 2015—2016: Знакомство
В 2015 году Seemee на одном из рэп-фестивалей в Тюмени познакомился с Yungway. В это же время в Тюмень возвращается OG Buda, уехавший из родного города в Будапешт в 1995 году после убийства отца. OG Buda познакомился с Lil Melon во время летних каникул в Тюмени, когда ещё жил в Будапеште и приезжал в родной город пару раз в год. В то же время Lil Melon взял в долг у Mayot две тысячи рублей, но вместо возврата долга предложил записать трек в домашней студии.

### 2017—2019: Создание объединения и первый успех
В октябре 2017 года Lil Melon погиб в возрасте 20 лет, случайно выпав из окна, перед смертью познакомив ребят друг с другом. Спустя три дня после похорон рэперы открыли студию в овощном ларьке, назвав её Melon Music, в честь погибшего друга. Спустя четыре месяца ребята перебрались в гараж на окраине Тюмени, а для покрытия аренды время от времени устраивали в гараже вечеринки, продавая на мероприятия билеты. В это время OG Buda уже переехал в Москву и достиг первой популярности: песни попадали в чарты, а артист устраивал концерты. В 2018 году в Тюмени стали проводить фестиваль «Local Tyumen Freshmans», в котором выступали локальные звёзды города, среди которых были Seemee, Mayot и Yungway.
В том же году DooMee свёл другу трек, после чего друг познакомил его с продюсером Аделем, который планировал открыть студию звукозаписи в Москве. Адел оплатил DooMee билеты до Москвы и поселил у себя на время строительства студии, а после её открытия переехал в неё. Спустя время DooMee учит Mayot и Seemee сводить треки; помогает переехать в Москву и устраивает работать звукорежиссёрами на студии. В конце мая 2019 студия официально заработала под названием Melon Music Records. В это же время у Mayot и Seemee вышел первый совместный релиз Scum Off the Pot.

### 2020—н.в.: Популярность
В августе 2021 года рэперы записали совместный трек с Тимати и Джиганом «На чиле». Журнал «Афиша» назвал 2021 годом объединения Melon Music. В июне 2022 года Mayot и Seemee выпустили вторую часть альбома Scum Off the Pot.
16 декабря 2022 года Scally Milano и 163onmyneck выпустили трек «Сделать это», в котором оба исполнителя оскорбляли рэпера Yung Trappa. 14 января 2023, после освобождения из СИЗО, Yung Trappa вышел в прямой эфир в «Инстаграме», где призвал рэперов встретиться и поговорить насчёт сказанных ими строчек. Далее он обратился к OG Buda и Федуку, заявив, что если Scally Milano и 163onmyneck не ответят в течение 24 часов, то он уже будет разбираться с ним. Через сутки 163onmyneck записал ответный видеоролик, в котором назвал Yung Trappa трусом, придурком и высказался по поводу обвинений рэпера в изнасиловании. После смерти Влада рэперы в социальных сетях выразили свои соболезнования.

## Состав

### Нынешние участники
- OG Buda — рэпер
- Mayot — рэпер
- Seemee —рэпер
- 163onmyneck — рэпер
- Yungway — рэпер
- DooMee  — рэпер, саунд-продюсер
- Gansy — рэпер, саунд-продюсер
- TonySouljah  — рэпер, саунд-продюсер
- WeedTAKKA  — саунд-продюсер
- Q.JAY163 — художник

### Бывшие участники
- Lil Melon (1997—2017)  — рэпер, саунд-продюсер, идейный вдохновитель